# Æ
Æ, æ(ash 애시[*] [æʃ])는 A와 E의 합자로, 근대 영어를 포함한 라틴 문자를 사용하는 다양한 언어의 정서법에서 여러 가지 용도로 사용된다. 주 사용 언어는 페로어, 노르웨이어, 덴마크어, 아이슬란드어가 있다. 영어에서는 주로 encyclopædia, Athenæum과 같이 라틴어나 그리스에서 온 단어에 쓰였다. 미국 영어에서는 이 단어들이 encyclopedia, Atheneum으로 표기법이 단순화되었고, 영국 영어에서는 æ를 모두 ae로 대체한다. 따라서, 영국 영어에서는 encyclopaedia가 옳은 표기이고, encyclopædia는 잘못된 표기이다. 원 발음은 훈민정음의 ㅐ, 현대 한글로 표기하면 '아이'와 비슷한데, 후술되어 있듯 국제음성기호에서는 현대 한글의 ㅐ와 비슷한(완전히 같지는 않다.) 발음을 표기한다.
| 미리 보기      | Æ                       | Æ                       | æ                     | æ                     |
| -------------- | ----------------------- | ----------------------- | --------------------- | --------------------- |
| 유니코드 이름  | LATIN CAPITAL LETTER AE | LATIN CAPITAL LETTER AE | LATIN SMALL LETTER AE | LATIN SMALL LETTER AE |
| 인코딩         | 10진                    | 16진                    | 10진                  | 16진                  |
| 유니코드       | 198                     | U+00C6                  | 230                   | U+00E6                |
| UTF-8          | 195 134                 | C3 86                   | 195 166               | C3 A6                 |
| 수치 문자 참조 | &#198;                  | &#xC6;                  | &#230;                | &#xE6;                |
| 명명 문자 참조 | &AElig;                 | &AElig;                 | &aelig;               | &aelig;               |

## 쓰임
- æ는 국제음성기호에서 전설 비원순 근저모음을 나타낸다.

## 기타
영화 이온 플럭스의 포스터(참조)에 표기 되기도 하였다.
RayArk사의 리듬게임인 Cytus II의 스토리 상의 주요 캐릭터의 이름이 'Æsir'이다. 발음은 한글 표기로 [에시르]이다.

## 같이 보기
- Ӕ: 키릴 문자
- Ǽ
- Ǣ